# Militaria

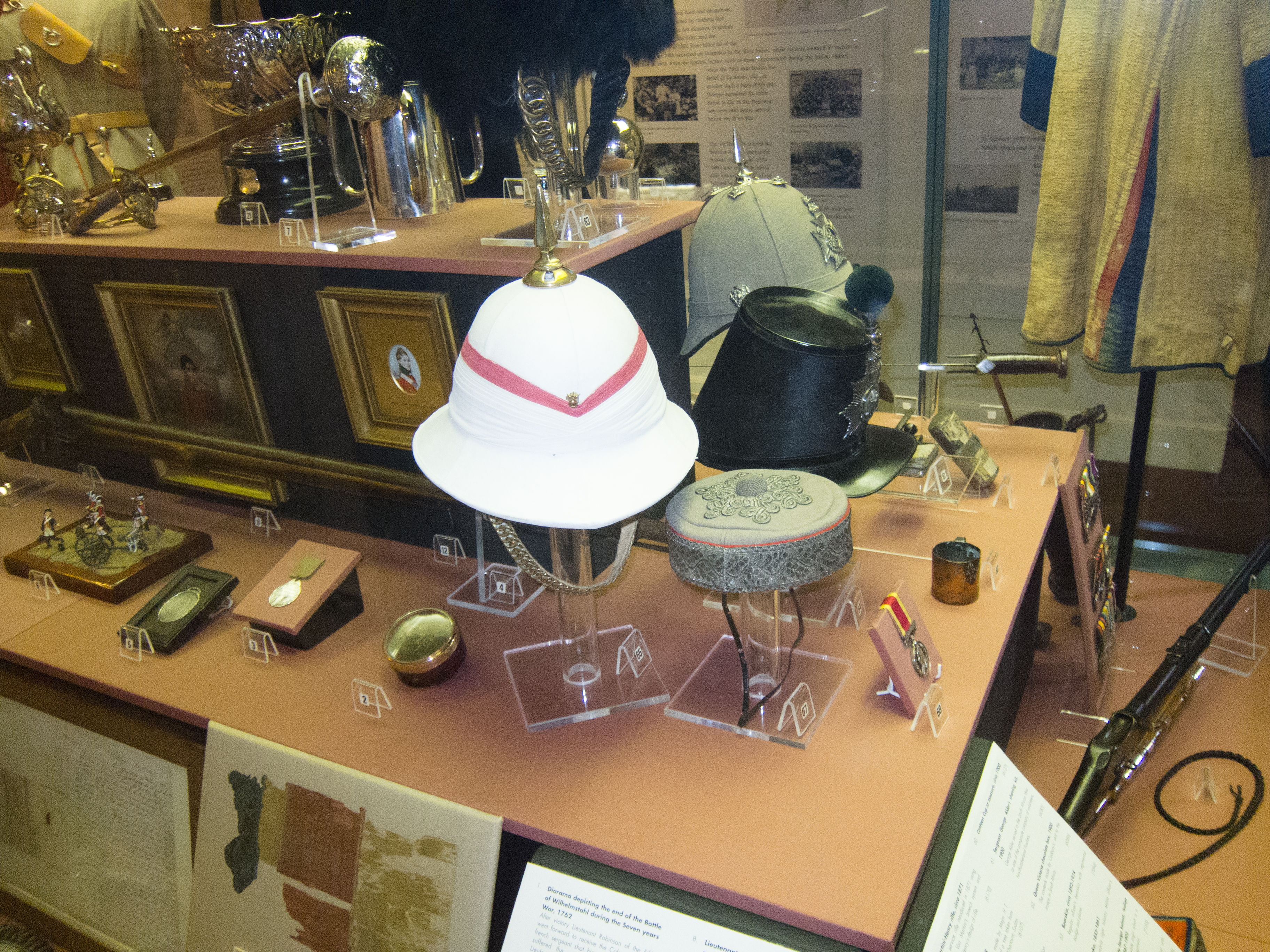
Exposition de militaria au Fusiliers Museum of Northumberland (Alnwick, Northumberland, Angleterre)

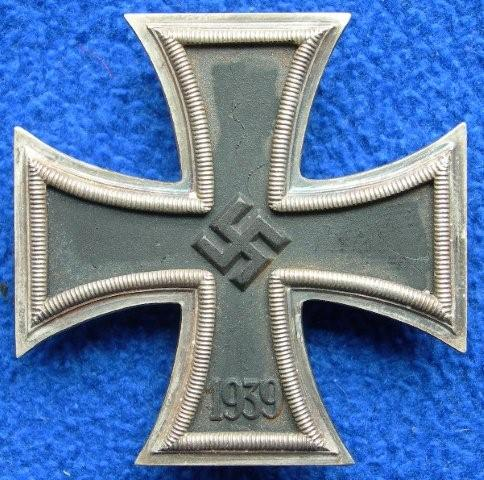
Croix de fer 1re classe 1939, type Schinkel.

Militaria est un mot souvent utilisé par les collectionneurs, pris du latin, qui désigne tout artéfact (au sens d'objet fabriqué par l'Homme) témoignant de l'activité militaire de tous les pays et de toutes les époques. Une expression synonyme de militaria est « antiquités militaires ».

## Définition
Il peut s'agir de tout artefacts ou répliques d'objets militaires, de police, etc., recueillies pour leur importance historique. Ces antiquités vont des armes à feu, épées, couteaux et autres équipements. Cela comprend également les uniformes (casques, autres coiffures militaires et armure) ; les ordres et décorations militaires ; les pièces commémoratives et récompenses ; les boutons et insignes ; l'art militaire ou trench art (sculptures et gravures) ; les objets éphémères (tels que cartes de cigarettes, de photographies, de livres anciens, magazines et affiches) ; les modèles réduits et soldats de plomb ; et des éléments de l'équipement de combat et des engins de terrain.
Une ou des parties d'uniformes, armes, munitions, insignes ou décorations militaires, équipements, éléments de camouflage, documents (plans, papiers divers, photographies, cartes postales, tracts, affiches, cartes d'État-Major, lettres, etc.).
Par extension, on y inclut parfois les modèles réduits, copies, fac-similés, figurines et œuvres d'art postérieurement réalisés relatifs aux activités militaires.
Une revue francophone, créée en 1984, consacrée à ce thème, porte le nom de Militaria.
Aujourd'hui, la collecte de militaria est un passe-temps pour de nombreux groupes de personnes. Beaucoup de familles européennes, en particulier les familles royales avec une longue tradition martiale, ont de grandes collections de militaria transmises de génération en génération. En outre, beaucoup de gens aujourd'hui recueillent des militaria à des fins d'investissement ou dans un but de conservation de la mémoire.
Il existe de nombreux forums et revues de militaria, y compris francophones, portant sur diverses périodes, bien qu'une majorité porte sur les conflits mondiaux.